# Molukkenkerk (Groningen)
Salem is het kerkgebouw van de Molukse Evangelische Kerk van de Molukse gemeenschap in Groningen. De kerk werd in 1995 in gebruik genomen en bevindt zich in de wijk De Wijert Noord. Op de muur is een bord bevestigd met een Bijbeltekst in het Maleis:

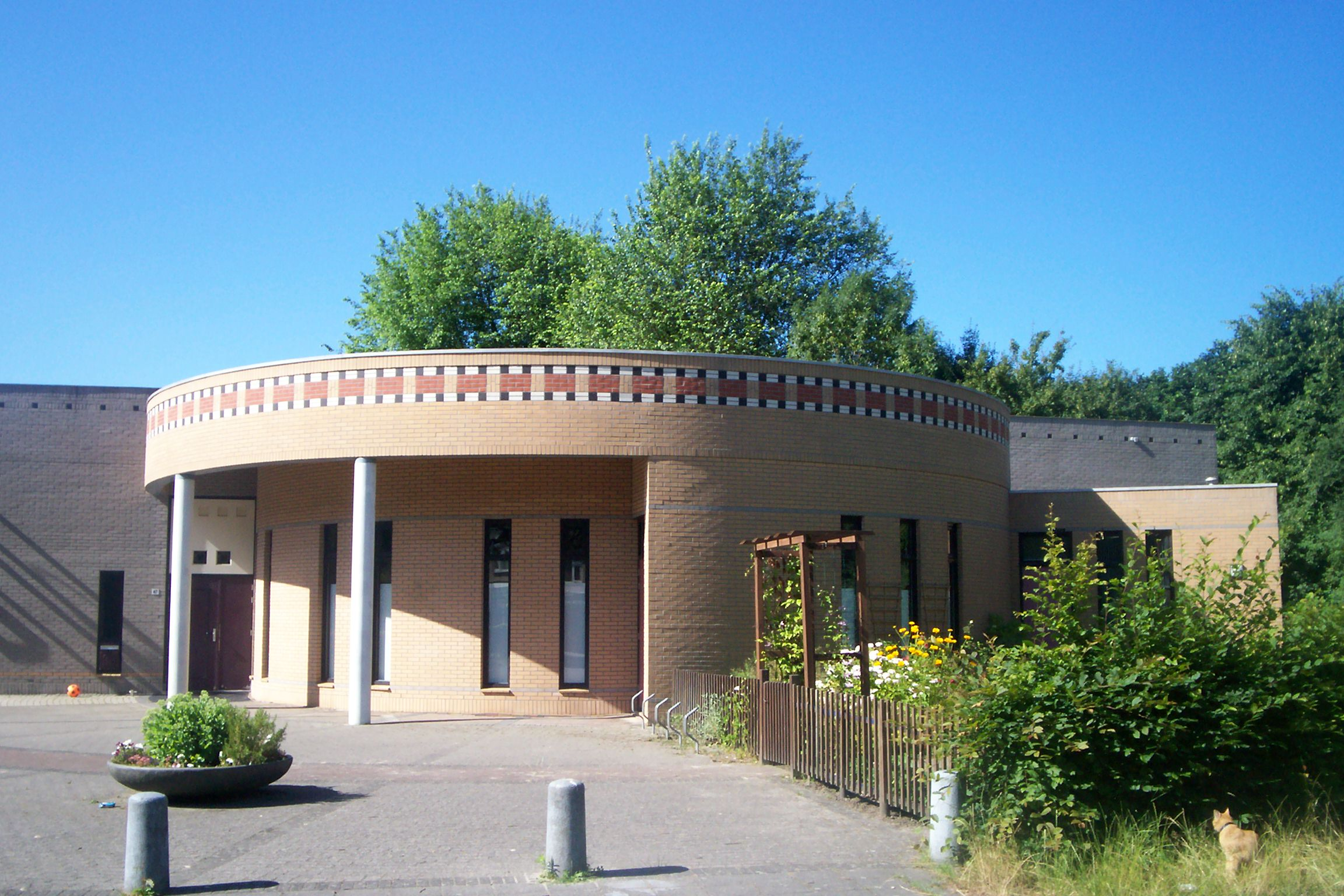
Salem in 2006

SALEM
Di-Salem adalah
kemahnja dan
tempat kedudukannja
dalam Sion.

mazmur 76:3

11 december 1993
("SALEM. In Salem was zijn tent, en op Sion zijn woning. Psalm 76:3. 11 december 1993" Boven de naam SALEM geeft een zegel aan dat het hier om een "Molukse Evangelische Kerk" gaat: Geredja Indjili Maluku, waarbij naar de Bijbeltekst 1 Korintiërs 3:6 wordt verwezen, die in de Nederlandse Nieuwe Bijbelvertaling zou luiden: "Ik heb geplant, Apollos heeft water gegeven, maar God heeft doen groeien.") 